# Jean III de Mecklembourg-Stargard
Jean III de Mecklembourg-Stargard, (en allemand Johann II von Mecklenburg-Stargard), né en 1389, décédé après le 11 novembre 1438.
Il fut co-duc de Mecklembourg-Stagard et duc de Werle de 1417 à 1438, prince de Stargard, prince de Sternberg, prince de Friedland, prince de Lychen.

## Famille
Fils de Jean II de Mecklembourg-Stargard et de Catherine de Lituanie.
En 1430, il épousa Lutrude d'Anhalt-Köthen (†1472), (fille du prince Albert IV d'Anhalt-Köthen). Cette union resta sans descendance.

## Biographie
Jean III de Mecklembourg-Stargard fut également appelé Jean V pour le distinguer de Jean V de Mecklembourg-Schwerin dit "Le Vieux". Il naquit probablement vers 1389. Il remplaça son père dans le gouvernement de Sternberg. En 1436, il gouverna la principauté de Werle avec son cousin Henri de Mecklembourg-Stargard et Henri IV de Mecklembourg. Pour une raison inconnue, Jean III fut retenu captif par les princes Brandebourgeois, il fut libéré le 28 juin 1427. Il fut inhumé à Sternberg.

## Généalogie
De la lignée de Mecklembourg-Stargard, Jean III de Mecklembourg-Stargard appartient à la première branche de la Maison de Mecklembourg. Cette lignée s'éteignit en 1471 à la mort du prince Ulrich II de Mecklembourg-Stargard.